# Língua meroítica

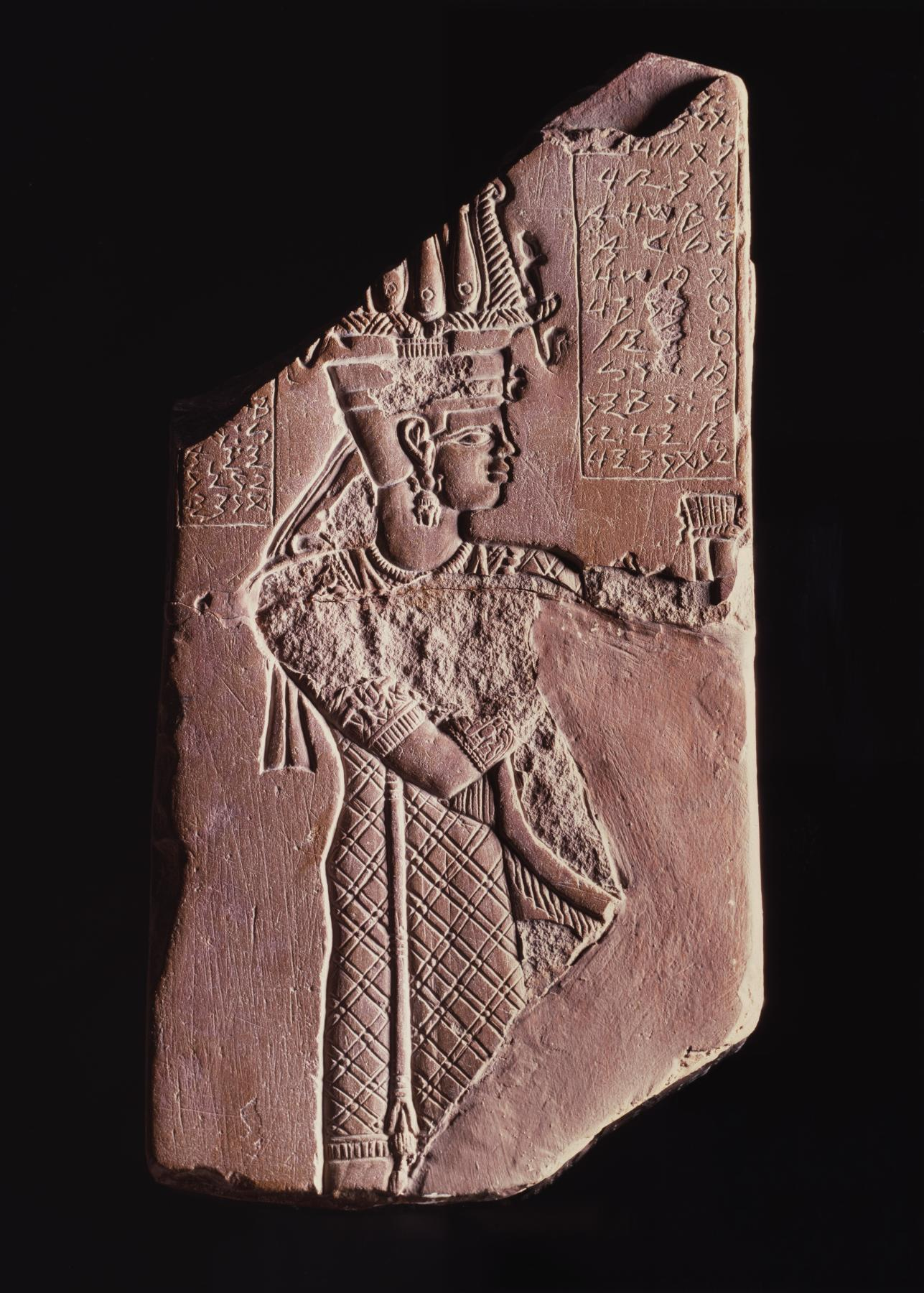
Inscrição meroítica Hieroglífica adornando uma placa votiva da realeza, do rei Tanidamani; do templo de Apedemaque em Meroé. Ca., Museu de Arte Walters, Baltimore

A língua meroítica foi falada em Meroé e no Sudão durante o período meroítico (desde 300 a.C.) tendo sido extinta em 400. Era escrita em duas formas da escrita meroítica: A meroítica cursiva feita com um estilete sobre argila e era usada para registros gerais; e uma mais hierográfica usada para gravação em rocha, documentos reais e religiosos. Sua compreensão é muito limitada pela ausência  de textos bilíngues. 